# Elaeocarpus variabilis
Elaeocarpus variabilis là một loài thực vật có hoa trong họ Côm. Loài này được Zmarzty mô tả khoa học đầu tiên năm 2001.